# Palästinalied

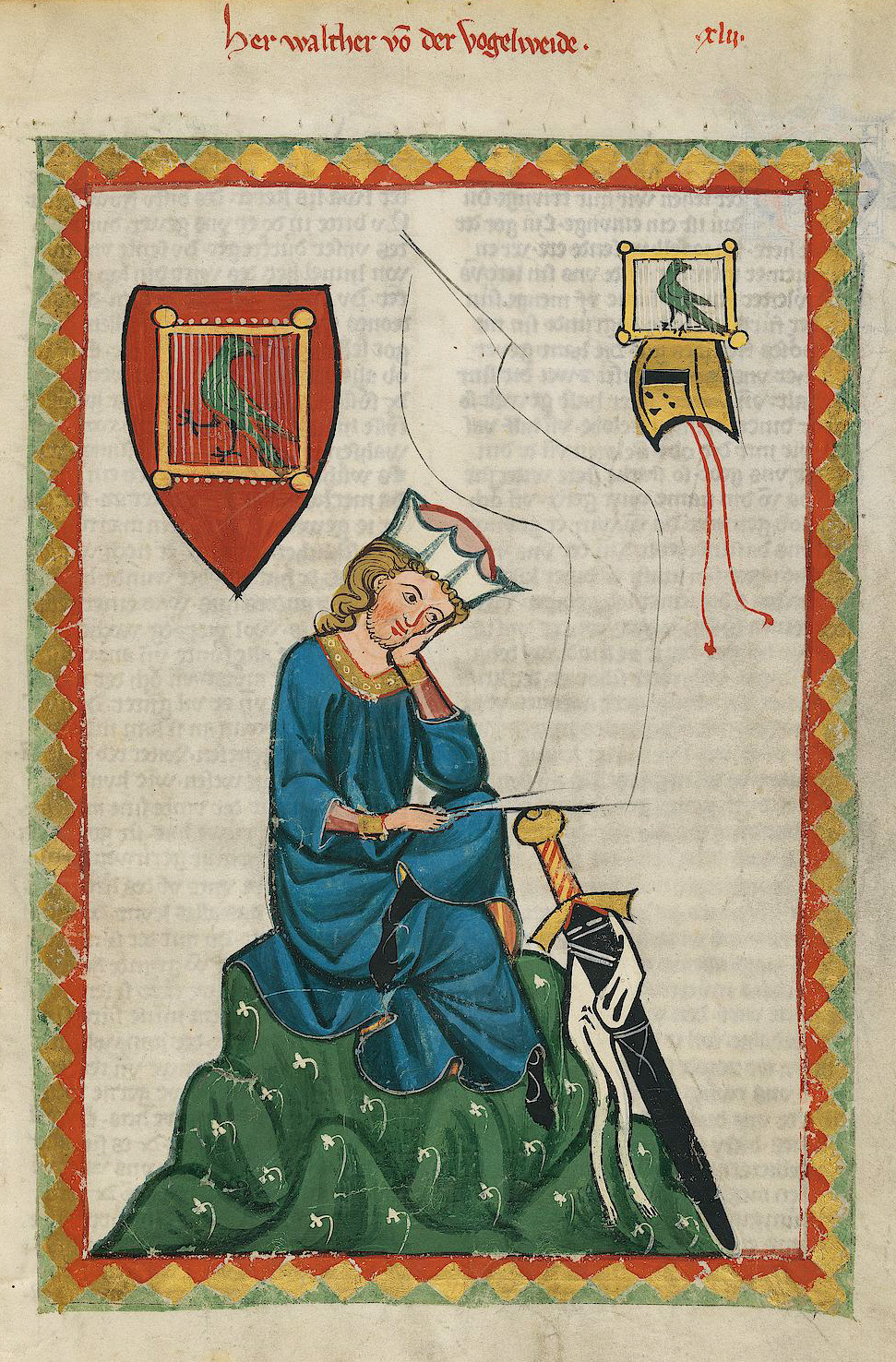
Retrato de Walther von der Vogelweide del Codex Manesse

Palästinalied (Canción de Palestina) es una canción escrita por Walther von der Vogelweide, el poeta medieval alemán más importante y trata sobre Palestina y las cruzadas. La canción consiste en 13 estrofas en alto alemán medio. En general, los intérpretes actuales usan sólo algunas de estas estrofas.
Palästinalied se compuso con motivo de la Quinta Cruzada (1217-1221). Aunque sea una canción de propaganda política y religiosa que describe una cruzada en Tierra Santa, también reconoce la reclamación de todas las religiones abrahámicas a la Tierra Santa, lo cual es atípico en una canción de esta clase. Eso sí, finalmente afirma que la causa cristiana es la correcta. 
La fuente más antigua de la melodía es el llamado fragmento de Münster (ms. Z, siglo XIV).
Con el aumento de popularidad del rock Medieval, Neofolk y otros estilos musicales similares en los años 90, Palästinalied se convirtió en una especie de canción de referencia para dichos géneros. Actualmente se conoce gracias a la interpretación de grupos principalmente alemanes. Algunos de los grupos que han tocado esta canción son:
- Ougenweide (álbum All die Weil Ich Mag, 1974)
- Corvus Corax (álbum Congregatio, 1991)
- Radio Tarifa (álbum Rumba Argelina, 1993)
- Qntal (álbum Qntal II, 1995)
- Estampie (álbum Crusaders, 1996)
- In Extremo (álbum Weckt die Toten!, 1998)
- Djembe (álbum Хиты Средневековья, 1999)
- Mediaeval Baebes (álbum Undrentide, 2000)
- Unto Ashes (EP I Cover You With Blood, 2003)
- Saltatio Mortis (álbum Heptessenz, 2004)
- Luc Arbogast (álbum Hortus Dei, 2006)
- Annwn (banda) (álbum Orbis Alia,2007)
- Obsequiae (álbum The Palms of Sorrowed Kings,2019)

La banda alemana Heimataerde también usó la melodía de "Palästinalied" en su canción "Deus Lo Vult" de su primer álbum, Gotteskrieger. Otros grupos similares que también han abordado esta canción han sido Saltatio Mortis y Pilgrimage.

## Letra
El Kleine Heidelberger Liederhandschrift (ms. A) es la fuente más antigua del texto (datada en la década de 1270), con siete estrofas.  Codex Manesse  (ms. C, fol 126rv, fechado c. 1304) tiene nueve estrofas.
Otros manuscritos contribuyen con cuatro adicionales, para un total de trece estrofas distintas.
De estos, uno (registrado como cuarta estrofa en ms. Z) es claramente más joven que la composición original. En las cinco estrofas restantes no en ms. Concretamente sobre A, no hay un consenso entre expertos sobre si deben considerarse de Walther.
Las nueve estrofas en C están numeradas C21–C29, las siete estrofas en A son A50–A56.
Tres estrofas son idénticas entre A y C (C22 = A51, C23 = A52, C29 = A56) y otras tienen solo pequeñas diferencias, como el orden de las palabras transpuestas (C21 = A50, C25–27 = A53–55). La cuarta y octava estrofas en C (C24, C28) no se registran en A.
| Texto original | Traducción al español |
| 1. [C21=A50] Nû alrêst lebe ich mir werde, sît mîn sündic ouge siht daz here lant und ouch die erde, der man sô vil êren giht. ez ist geschehen, des ich ie bat, ich bin komen an die stat, dâ got menischlîchen trat. 2. [C22=A51] Schoeniu lant, rîch unde hêre, swaz ich der noch hân gesehen, sô bist dûz ir aller êre. waz ist wunders hie geschehen! daz ein magt ein kint gebar, hêre über aller engel schar, was daz niht ein wunder gar? | 1. Ahora, por primera vez, vivo dignamente, desde que mi pecaminoso ojo contemplara la Tierra Santa y su suelo, la cual tan altamente es alabada. Aquello por lo que recé, ha acontecido: He llegado al sitio donde Dios caminó como hombre. 2. Oh hermosas tierras, ricas y nobles, entre todas las que yo he visto antes, eres tu la más honrosa de ellas, que milagros han pasado aquí! Que una dama dio a luz a un niño, un señor sobre todas las huestes de ángeles, ¿no fue eso un verdadero milagro? |
| 3. [C23=A52] Hie liez er sich reine toufen, daz der mensche reine sî. dô liez er sich hie verkoufen, daz wir eigen wurden frî. anders waeren wir verlorn. wol dir, sper, kriuz unde dorn! wê dir, heiden! daz ist dir zorn! 4. [C24] Dô er sich wolte übr uns erbarmen, hie leit er den grimmen tôt, er vil rîche übr uns vil armen, daz wir komen ûz der nôt. daz in dô des niht verdrôz, dâst ein wunder alze grôz, aller wunder übergnoz.] 5. [C25=A53] Hinnen vuor der sun ze helle, von dem grabe da'r inne lac. des was ie der vater geselle und der geist, den nieman mac sunder scheiden, êst al ein, sleht und ebener danne ein zein, als er Abrahâme erschein. 6. [C26=A54] Do er den tiefel dô geschande daz nie keiser baz gestreit, dô vuor er her wider ze lande. dô huob sich der juden leit: daz er, hêrre, ir huote brach und daz man in sît lebendig sach, den ir hant sluog unde stach. 6a. Dar nâch was er in dem lande vierzic tage: dô vuor er dar, dannen in sîn vater sande. sînen geist, der uns bewar, den sant er hin wider ze hant. heilig ist daz selbe lant: sîn name, der ist vor got erkant.] 7. [C27=A55] In diz lant hât er gesprochen einen angeslîchen tac, dâ diu witwe wirt gerochen und der weise klagen mac und der arme den gewalt, der dâ wirt mit ime gestalt. wol im dort, der hie vergalt! 8. [C28] Unser lantraehtere tihten fristet dâ niemannes klage, wan er wil zestunden rihten. sô ez ist an dem lesten tage: und swer deheine schult hie lât unverebent, wie der stât dort, dâ er pfant noch bürgen hât! 8a. Ir enlât iuch niht verdriezen, dâz ich noch gesprochen hân. sô wil ich die rede entsliezen kurzwîlen und iuch wizzen lân, swaz got wunders noch ie mit dem menschen erwege daz huob sich und endet hie]. 9. [C29=A56] Kristen, juden und die heiden jehent, daz diz ir erbe sî. got müez ez ze rehte scheiden durch die sîne namen drî. al diu welt, diu strîtet her: wir sîn an der rehten ger. reht ist, daz er uns gewer. | 3. Aquí, siendo puro, él se dejó bautizar, para que la humanidad sea purificada; allí se dejó traicionar, para que nosotros seamos libres. De lo contrario nos habríamos perdido; te saludamos, ¡lanza, cruz y espina! ¡Ay de vosotros, paganos, la ira descenderá sobre vosotros! 4. Como quiso él tener lástima de nosotros, aquí él sufrió una muerte severa, Él, el más rico, sobre nosotros, el más pobre, para que podamos escapar de la aflicción, pero no estaba molesto por esto, es un milagro demasiado grande, más allá de todos los otros milagros. 5. De allí el Hijo cabalgó al infierno, del sepulcro en que yacía. Porque él se unió al Padre, y al Espíritu, que nadie puede dividir: Todos son Uno, Más recto y suave que una flecha, así se le apareció a Abraham. 6. Después de haber avergonzado al diablo, lo que ningún emperador podría haber hecho mejor, él regresó a esta tierra: Entonces surgieron los judíos que sufrían. el Señor rompió sus sellos y fue visto vivo entre los hombres, Aquél a quien sus manos habían golpeado y apuñalado. 6a. Después de esto, se quedó en esta tierra. por cuarenta días, a donde lo envió su padre. Su Espíritu, el cual puede salvarnos, él envió devuelta al presente. Santa es esta misma tierra: Su nombre es reconocido ante Dios. 7. En esta tierra él ha anunciado un día terrible cuando la viuda será vengada, y el huérfano pueda presentar queja, Y también el pobre, sobre la violencia. que ha sufrido. ¡Salve a él allí, quien ha reclamado aquí! 8. [No] como lo hacen nuestros jueces de tierras, la queja de nadie se retrasará, ya que él juzgará dentro de una hora, así será en el último día. Quienquiera que aquí deja alguna deuda, no correspondido, ¿cómo se pondrá en pie? allí, donde él no tendrá prenda ni fiador. 8a. No dejes que te moleste mas yo he hablado Yo voy a explicar mi consejo brevemente, y le haré saber, qué maravillas tiene Dios todavía en mente con la humanidad, comenzó aquí y [también] terminará aquí. 9. Cristianos, judíos y paganos ('sarracenos') dicen que esta (tierra) es su herencia. Dios debe decidir justamente esto, en nombre de su trinidad. Las batallas del mundo entero aquí son: ¡Nosotros, sin embargo tenemos el reclamo justo! Lo correcto es que nos reconozca! |
| Mê dann hundert tûsent wunder hie in disem lande sint, dâ von ich niht mê besunder kan gesagen als ein kint, wan ein teil von unser ê. swem des niht genuoge, der gê zúo den juden, die sagent im mê. Vrowe min, durch iuwer güete nu vernemet mine clage, daz ir durch iuwer hochgemüete nicht erzuernet, waz ich sage. Vil lihte daz ein tumber man misseredet, als er wol kann. daran solt ir iuch nicht keren an. | Más de cien mil milagros. están aquí en esta tierra, sobre lo cual no puedo decir más de lo que un niño podría Solo una parte de nuestra fe. A quienes esto no les sea suficiente, deben dejarse ir con los judíos, ellos le dirán más Mi señora, por su bondad, escuche ahora mi queja, Puede que sea por su alta mentalidad No debe enfadarse por lo que digo. Muy fácilmente lo hará un hombre necio. hablar mal, como él bien puede hacer, no deje que esto le perturbe. |

## Melodía

Transcripción cercana de la melodía registrada en el fragmento de Münster.

La fuente más antigua de la melodía es el fragmento de Münster (ms. Z), escrito aproximadamente un siglo después de la muerte de Walther.
La  Carmina Burana  ms. (c. 1230) contiene la primera estrofa de Palästinalied (CB 211a) con notación neumática, aunque esto no es suficiente para reconstruir una melodía. La estrofa se da como un apéndice de Alte clamat Epicurus (CB 211), que debía cantarse en la misma melodía.